# Chrysocorythus estherae
Chrysocorythus estherae é uma espécie de ave da família Fringillidae.
Pode ser encontrada nos seguintes países: Indonésia e o Filipinas.
Os seus habitats naturais são: regiões subtropicais ou tropicais húmidas de alta altitude e campos de altitude subtropicais ou tropicais.